# Ryszard Ber
Ryszard Ber est un réalisateur et scénariste de cinéma, de télévision et de théâtre polonais né le 2 février 1933 à Vilnius et mort le 27 mai 2004 à Bydgoszcz.

## Biographie
En 1951, il passe ses examens et obtient son certificat de maturité au lycée Stanisław Staszic de Varsovie.
En 1955, il est diplômé de l'École nationale de cinéma de Łódź. Il a souvent réalisé à partir des œuvres de Stanisław Grochowiak, Jarosław Abramow-Newerle et Wiesław Myśliwski.
De 1989 à 1991, il a été membre de la commission polonaise de la cinématographie.
Il meurt le 27 mai 2004 est enterré dans le cimetière paroissial près de la rue Chojnicka à Bydgoszcz.

## Filmographie

### Au cinéma

#### Réalisateur
- 1965 : Zawsze w niedziele
- 1966 : Gdzie jest trzeci król
- 1967 : Ślepy tor (du cycle de téléfilms Opowieści niezwykłe (pl))
- 1968 : Pożarowisko (du cycle de téléfilms Opowieści niezwykłe (pl))
- 1970 : Kaszëbë
- 1971 : Przez dziewięć mostów
- 1973 : Chłopcy
- 1974 : Karuzela (du cycle de téléfilms Najważniejszy dzień życia (pl))
- 1974 : Katastrofa (du cycle de téléfilms Najważniejszy dzień życia (pl))
- 1975 : Domy z deszczu
- 1976 : Wergili
- 1979 : Hotel klasy lux
- 1980 : Droga
- 1983 : Thais
- 1986 : Cudzoziemka
- 1989 : Żelazną ręką
- 1991 : Niech żyje miłość
- 1995 : Kamień na kamieniu
- 1997 : Grecy z Polic

#### Scénariste
- 1958 : Sztorm
- 1959 : Lunatycy
- 1965 : Zawsze w niedziele
- 1970 : Kaszebe
- 1983 : Thais
- 1995 : Kamień na kamieniu
- 1997 : Grecy z Polic

### À la télévision

#### Réalisateur
- 1982 : Popielec
- 1989 : Kanclerz

#### Scénariste
- 1982 : Popielec

## Spectacles de théâtre

### À la télévision
- 1974 : Pałac de Wiesław Myśliwski (Teatr Telewizji)
- 1976 : Ptak de Jerzy Szaniawski (Teatr Telewizji)
- 1979 : Płaszcz de Mikołaj Gogol (Teatr Telewizji)
- 1980 : Klik-klak de Jarosław Abramow-Newerly (Teatr Telewizji)
- 1980 : Okapi de Stanisław Grochowiak (Teatr Telewizji)
- 1981 : Szalona Greta de Stanisław Grochowiak (Teatr Telewizji)
- 1986 : Eichmann de Heinar Kipphardt (Teatr Telewizji)
- 1987 : Sylwia de Wacław Biliński (Teatr Telewizji)
- 1991 : Derby w pałacu de Jarosław Abramow-Newerly (Teatr Telewizji)
- 1995 : Chryzantema złocista de Jarosław Abramow-Newerly (Teatr Telewizji)
- 1995 : Słowik Warszawy de Jarosław Abramow-Newerly (Teatr Telewizji)
- 1995 : Mogło być gorzej de Jarosław Abramow-Newerly (Teatr Telewizji)
- 1997 : Bohater naszego świata de John Millington Synge (Teatr Telewizji)

### Au théâtre
- 1978 : Klucznik de Wiesław Myśliwski (Théâtre Polski)
- 1985 : Chłopcy de Stanisław Grochowiak (Théâtre Wilam Horzyca (pl))

## Crédit d'auteurs
- (pl) Cet article est partiellement ou en totalité issu de l’article de Wikipédia en polonais intitulé « Ryszard Ber » (voir la liste des auteurs).